# Madremanya
Madremanya è un comune spagnolo di 197 abitanti situato nella comunità autonoma della Catalogna.